# Obsjtina Sopot
Obsjtina Sopot (bulgariska: Община Сопот) är en kommun i Bulgarien.   Den ligger i regionen Plovdiv, i den centrala delen av landet, 120 km öster om huvudstaden Sofia.